# Forces unies de la jeunesse patriotique
Pour les articles homonymes, voir FPJ.
Forces unies de la jeunesse patriotique (FUJP) est une organisation de la résistance française créée en octobre 1943 par la fusion des Forces unies de la jeunesse (FUJ) et du Front patriotique de la jeunesse (FPJ). Après la fin de la Seconde Guerre mondiale, les FUJP entrent dans l'organisation Union de la jeunesse républicaine de France (juin 1945), d'obédience communiste.
Un des principaux responsables en est Jean Pronteau (1919-1984). 

## Organisations concernées

### Issues des Forces unies de la jeunesse
Les Forces unies de la jeunesse sont proches des mouvements de résistance sans liens avec le Parti communiste, notamment Combat, Libération-Sud et Franc-Tireur. 
- Jeunes chrétiens combattants
- les jeunes de l’Organisation civile et militaire (OCM)
- les jeunes du Mouvement de libération nationale (MLN)
- Sport libre[1], organisation d'obédience socialiste issue de la FSGT.

### Issues du Front patriotique de la jeunesse
- la Fédération des jeunesses communistes de France
- les Jeunes Francs-tireurs et partisans français (FTPF)
- l’Union des jeunes filles de France

- les Jeunes Laïcs combattants
- les Jeunes Protestants patriotiques
- l’Union des étudiants patriotiques
- les Jeunes Paysans patriotiques

## Histoire

### Création
En octobre 1943, le Front patriotique de la jeunesse (FPJ) fusionne avec les Forces unies de la jeunesse.
Jean Pronteau (1919-1984), étudiant en philosophie engagé volontaire dans l'armée en 1939, a été démobilisé en 1940 comme officier, et est entré dans la résistance dans le mouvement Combat. En 1943, il est assez proche du Parti communiste.

### Rôle dans la résistance (1943-1944)
Jean Pronteau (pseudonyme : Cévennes) participe à la libération de Paris (août 1944), avec le grade de colonel des FFI. 

### Entrée dans l'UJRF (juin 1945)
Lors du congrès des Forces unies de la jeunesse patriotique qui a lieu après la fin de la guerre (2 et 3 juin 1945), il est décidé à l'unanimité de rallier les rangs de l'Union de la jeunesse républicaine de France (UJRF), devenu ensuite Mouvement jeunes communistes de France.